# Rudolf Carl

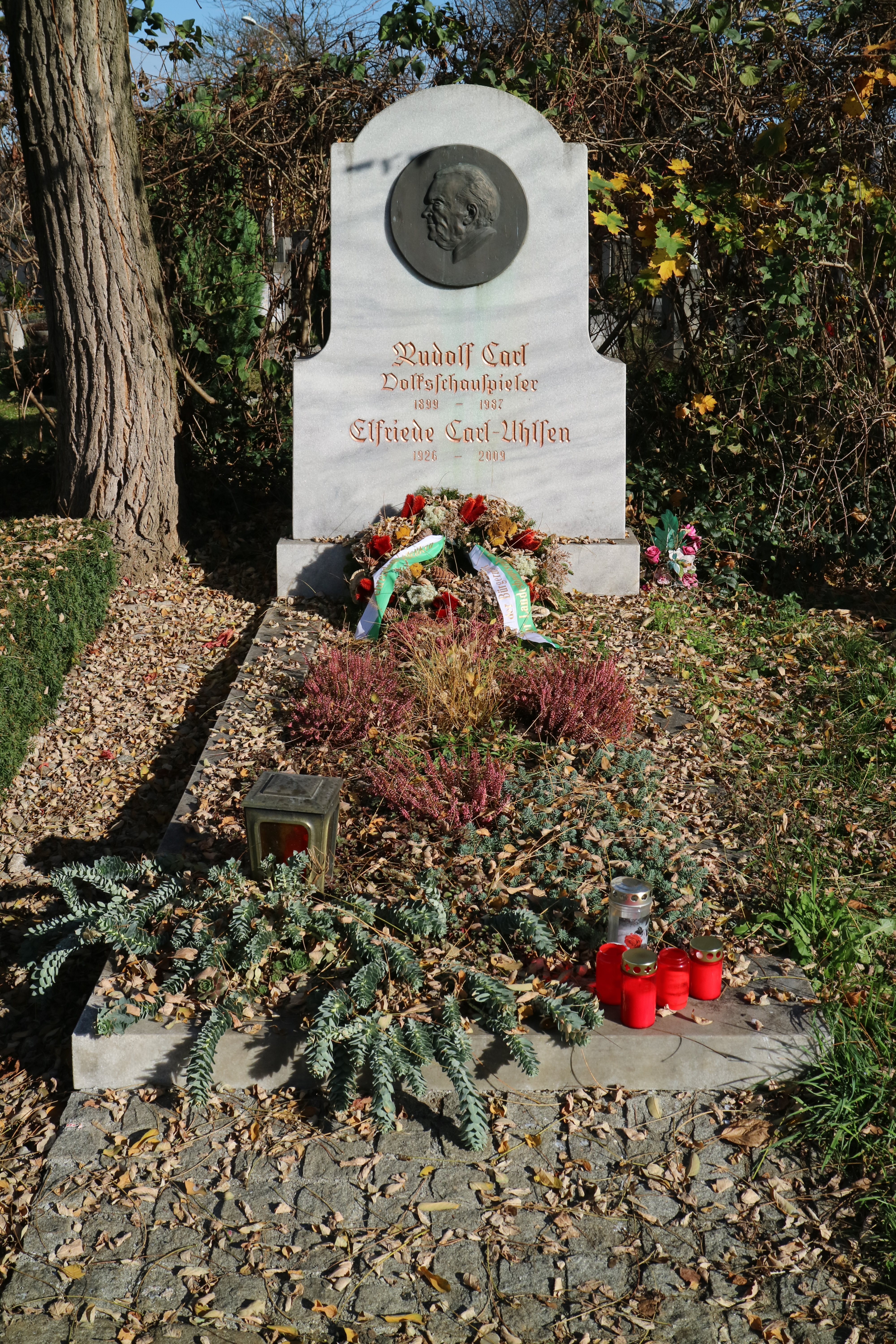
Rudolf Carls Grab am Grazer Zentralfriedhof

Rudolf Carl (* 19. Juni 1899 in Lundenburg, Österreich-Ungarn; † 15. Jänner 1987 in Graz) war ein österreichischer Schauspieler und Komiker.

## Leben
Rudolf Carl wuchs im Kaiserlichen Waisenhaus in Wien auf, da sein Vater gestorben war, als Rudolf erst vier Jahre alt war und seine Mutter die Familie nicht allein erhalten konnte. Danach durchlief er eine Lehre in einer Eisenwarenhandlung. Im Ersten Weltkrieg diente er als einfacher Infanterist. Nach Kriegsende schlug er die Schauspielerlaufbahn ein und trat in der Laienbühne „Dilettantenverein Nestroybühne Brünn“ auf. Es folgte ein Engagement am Brünner Deutschen Theater, wo er sich bald als jugendlicher Charakterkomiker hervortat. Im Jahr 1922 bekam er seine erste kleine Rolle in einem Stummfilm.
Im Jahr 1934 übernahm Carl am Theater an der Wien und an der Volksoper in Wien Bufforollen im Operettenfach und arbeitete gleichzeitig vermehrt für den Film.
In einer deutsch-ungarischen Gemeinschafts-Produktion, entstand der 1936 fertiggestellte Film Sein letztes Modell. Darsteller waren Rudolf Carl, Hilde von Stolz, Otto Tressler, Camilla Horn, der Schauspieler Paul Javor vom Staatstheater Budapest und der ungarische Bariton Alexander Svéd. Carl stand 1944 in der Gottbegnadeten-Liste des Reichsministeriums für Volksaufklärung und Propaganda.
Immer mehr spezialisierte sich Rudolf Carl auf die urkomische – wenn auch manchmal klamaukhaft übertriebene – Darstellung naiver und leicht dümmlicher Charaktere und brachte es im Laufe seiner Karriere auf mehr als 200 Filme. Große Popularität erlangte er durch das Fernsehen mit der Darstellung des Haberl in der legendären Stegreifserie Familie Leitner.
Mitte der 1960er-Jahre zog er sich weitgehend vom Filmgeschäft zurück.
Rudolf Carl betätigte sich auch als Filmregisseur und als Sänger. Mit dem Schlager Liebe kleine Schaffnerin hatte er 1942 beachtlichen Erfolg.
Sein Grab befindet sich auf dem Zentralfriedhof Graz, Österreich, neben dem des Rennfahrers Jochen Rindt.

## Ehen
Rudolf Carl war seit 1928 mit der Kaufmannstochter Valerie Hagen verheiratet. Nach deren Tod ehelichte er 1974 die Freundin seiner verstorbenen Frau, Henriette Ahlsen. Rudolf Carl war der Schwiegervater des Operettenkomponisten Ludwig Schmidseder.

## Filmografie
- 1934: Ein Stern fällt vom Himmel
- 1934: Frasquita
- 1934: Karneval der Liebe
- 1934: Der junge Baron Neuhaus
- 1934: Kleine Mutti
- 1934: Polenblut
- 1934: Vorstadtvarieté
- 1935: Es flüstert die Liebe
- 1935: Jana, das Mädchen aus dem Böhmerwald
- 1935: Te quiero con locura
- 1935: … nur ein Komödiant
- 1935: Tanzmusik
- 1935: Der Himmel auf Erden
- 1935: Der Kosak und die Nachtigall
- 1935: Buchhalter Schnabel (Ein junger Herr aus Oxford)
- 1935: Die Fahrt in die Jugend
- 1935: Ein Teufelskerl (Leutnant Bobby, der Teufelskerl)
- 1935: Die Pompadour
- 1935: Ein Walzer um den Stephansturm (Sylvia und ihr Chauffeur)
- 1936: Wo die Lerche singt
- 1936: Die Liebe des Maharadscha
- 1936: Die Puppenfee
- 1936: Unsterbliche Melodien
- 1936: Rendezvous in Wien
- 1936: Der Postillon von Lonjumeau
- 1936: Hannerl und ihre Liebhaber
- 1936: Manja Valewska
- 1936: Schatten der Vergangenheit
- 1937: Ich möcht’ so gern mit Dir allein sein (Millionäre)
- 1937: Die glücklichste Ehe der Welt
- 1937: Abenteuer in Warschau
- 1937: Florentine
- 1937: Die Landstreicher
- 1937: Pat und Patachon im Paradies
- 1937: Sein letztes Modell
- 1938: Immer, wenn ich glücklich bin
- 1938: Geld fällt vom Himmel
- 1938: Dreizehn Stühle
- 1938: Heiraten – aber wen?
- 1938: Der Optimist
- 1938: Rote Rosen – blaue Adria
- 1939: Kleines Bezirksgericht
- 1939: Unsterblicher Walzer
- 1939: Frau im Strom
- 1939: Marguerite: 3
- 1939: Liebe streng verboten
- 1939/41: Frauen sind doch bessere Diplomaten
- 1940: Kora Terry
- 1940: Die lustigen Vagabunden
- 1940: Die Rothschilds
- 1940: Ihr Privatsekretär
- 1940: Rosen in Tirol
- 1941: Spähtrupp Hallgarten
- 1941: Tanz mit dem Kaiser
- 1941: Ehe man Ehemann wird
- 1941: Oh, diese Männer
- 1941: Hochzeitsnacht
- 1941/49: Alles aus Liebe
- 1942: Die heimliche Gräfin
- 1942: Liebeskomödie
- 1943: Reisebekanntschaft
- 1943: Der weiße Traum
- 1943: …und die Musik spielt dazu
- 1943: Abenteuer im Grandhotel
- 1944: Romantische Brautfahrt
- 1944/48: Ein Mann gehört ins Haus
- 1944/50: Die Kreuzlschreiber
- 1945: Leuchtende Schatten
- 1948: Die Schatztruhe
- 1948: Der Herr Kanzleirat
- 1948: Der Leberfleck (auch Regie)
- 1950: Skandal in der Botschaft
- 1950: Auf der Alm, da gibt’s koa Sünd
- 1950: Das Kind der Donau
- 1951: Kleiner Peter, große Sorgen (Stadtpark)
- 1951: Valentins Sündenfall
- 1951: So ein Theater! (Gangsterpremiere)
- 1951: Eva erbt das Paradies
- 1951: Der fidele Bauer
- 1951: Das Herz einer Frau
- 1951: Der alte Sünder
- 1951: Hallo Dienstmann
- 1952: Der Obersteiger
- 1952: Die Wirtin von Maria Wörth
- 1952: Ich hab’ mich so an Dich gewöhnt
- 1952: Knall und Fall als Hochstapler
- 1952: Ideale Frau gesucht
- 1952: Der Mann in der Wanne
- 1953: Im Krug zum grünen Kranze (Die 5 Karnickel)
- 1953: Auf der grünen Wiese
- 1953: Junges Herz voll Liebe
- 1953: Knall und Fall als Detektive
- 1953: Die Junggesellenfalle
- 1953: Seesterne
- 1954: Schützenliesel
- 1954: Und der Himmel lacht dazu (Bruder Martin)
- 1954: Das Geheimnis der Venus
- 1954: Die Perle von Tokay
- 1955: Die Sennerin von St. Kathrein
- 1955: Zwei Herzen und ein Thron
- 1955: Seine Tochter ist der Peter
- 1955: Ja, so ist das mit der Liebe (Ehesanatorium)
- 1955: An der schönen blauen Donau
- 1955: Geheimnis einer Ärztin
- 1956: Zwei Bayern in St. Pauli
- 1956: Försterliesel
- 1956: Wenn Poldi ins Manöver zieht (Manöverzwilling)
- 1956: Lumpazivagabundus
- 1956: Rosmarie kommt aus Wildwest
- 1956: Die gestohlene Hose
- 1956: …und wer küßt mich? (Ein Herz und eine Seele)
- 1956: Dort oben, wo die Alpen glühen
- 1956: Das Liebesleben des schönen Franz
- 1956: Husarenmanöver
- 1956: Liebe, Schnee und Sonnenschein
- 1956: Lügen haben hübsche Beine
- 1956: Der Schandfleck
- 1957: Der Pfarrer von St. Michael
- 1957: Jungfrauenkrieg
- 1957: Dort in der Wachau (auch Regie)
- 1957: Ober, zahlen!
- 1957: Der Wilderer vom Silberwald
- 1958: Der Page vom Palast-Hotel
- 1958: Frauensee
- 1958: Heiratskandidaten
- 1959: Wenn die Glocken hell erklingen
- 1959: Jacqueline
- 1959: Gangsterjagd in Lederhosen
- 1960: Schlußakkord
- 1960: Im weißen Rößl
- 1960: Das Dorf ohne Moral
- 1961: Auf den Straßen einer Stadt
- 1961: Im schwarzen Rößl
- 1961: … und du mein Schatz bleibst hier
- 1961: Vor Jungfrauen wird gewarnt
- 1962: Das ist die Liebe der Matrosen
- 1962: Drei Liebesbriefe aus Tirol
- 1962: Ende schlecht – Alles gut (TV)
- 1962: Lang, lang ist’s her (TV)
- 1962: Die Fledermaus
- 1962: Hochzeitsnacht im Paradies
- 1962: Tanze mit mir in den Morgen
- 1962: … und ewig knallen die Räuber
- 1963: Die lustigen Vagabunden
- 1963: Unsere tollen Nichten
- 1963: Charleys Tante
- 1963: Maskenball bei Scotland Yard
- 1963: Der Musterknabe
- 1963: Ferien vom Ich
- 1964: Rote Lippen soll man küssen (Die ganze Welt ist himmelblau)
- 1964: Hilfe, meine Braut klaut
- 1965: Das ist mein Wien
- 1965: An der Donau, wenn der Wein blüht
- 1966: Das Mädchen mit dem sechsten Sinn
- 1968: Die Landstreicher (TV)
- 1969: Die ungarische Hochzeit (TV)
- 1985: Wenn die kleinen Veilchen blühen

## Auszeichnungen
- 1973: Großes Silbernes Ehrenzeichen für Verdienste um die Republik Österreich[3]
- 1989: Zum Gedenken an die Geburt des Schauspielers vor 90 Jahren sollte eine im sechsten Wiener Gemeindebezirk zur Benennung anstehende Verkehrsfläche den Namen Rudolf-Carl-Platz erhalten. Jedoch war der von der Bezirksfraktion der ÖVP zugunsten von Carl eingebrachten Initiative nicht zuletzt in Anbetracht der ehemaligen Mitgliedschaft Carls in der NSDAP kein Erfolg beschieden.[4]